# Danshi Kōkōsei o Yashinaitai Onee-san no Hanashi
Danshi Kōkōsei o Yashinaitai Onee-san no Hanashi (男子高校生を養いたいお姉さんの話, La historia de la Onee-san que quiere mantener a un chico de Preparatoria) es una serie de manga escrita e ilustrada por Hideki. Comenzó a publicarse en abril de 2018 hasta el 8 de marzo de 2022 en la revista Shōnen Magazine de Kodansha.

## Argumento
Un día, repentinamente, Minoru Soramoto es abandonado por sus padres, dejando a su cargo todas sus deudas financieras. Sin embargo, la vecina de Minoru, quién es una hermosa mujer mayor de pechos grandes, se ofrece repentinamente a cuidar de él en su apartamento, y sin avisarle, pagó todas las costosas deudas que tenía. Minoru, quién piensa que todo es demasiado bueno para ser verdad, ya que ella lo trata como un niño mimado, se da cuenta de que Onee-san está demasiado obsesionadamente enamorada de él, por lo que quiere darle todos los lujos posibles para que el viva con ella.
La historia cuenta como Minoru, una persona sensata y realista, que no quiere convertirse en un bueno para nada debido a como lo malcría Onee-san, tiene que lidiar diariamente con las obsesiones de Onee-san y todo lo que implica vivir con ella en su mismo apartamento.

## Personajes

### Principales
- Minoru Soramoto (空本 実, Soramoto Minoru)

Minoru es una chico de preparatoria de cabello marrón claro y ojos color lila, él es una persona sencilla y normal, pero sensata y realista. Debido a que sus padres los abandonaron dejándole todas sus deudas, ahora vive con la Onee-san de al lado, quien pagó todas sus deudas e invitó a Minoru a vivir con ella en su apartamento. Ahora Onee-san se dedica a malcriarlo llenandole de Lujos, para el fastidio de este, quién tiene miedo de ser convertido en un bueno para nada que siempre tiene que depeNder de ella. Está en el club de Baloncesto de su Instituto, aunque no destaca demasiado. Tiempo después de que empieza a vivir con Onee-san, empieza a desarrollar sentimientos por ella.
- Shiori-san (詩織さん) // Onee-san (お姉さん)

Onee-san, es una hermosa mujer adulta de pelo largo y negro, y ojos color rosa, además de que tiene pechos enormes. En un principio, ella es la vecina de Minoru, quien decide acogerlo en su apartamento luego de que fue abandonado por sus padres, además de pagar las deudas que le dejaron. Ella siente un amor obsesivo pero a la vez inocente por Minoru, hasta el punto en que no puede tocarle o acercarse mucho a él, ya que según ella, es suficientemente feliz respirando el mismo aire que el respira. Onee-san siempre malcría a Minoru, otorgándole una vida de ensueño, llena de lujos como deliciosa comida, comodidad, ropa limpia, y no permitirle hacer cosas que requieran esfuerzo, cosa que Minoru no le gusta, ya que no quiere convertirse en un "bueno para nada". Más adelante se descubre que su nombre es Shiori.

### Secundarios
- Ryōsuke Fushida (臥田 涼介, Fushida Ryōsuke)

El Mejor amigo de Minoru, un amante de las Onee-san, quien tiene todo tipo de revistas eróticas que las involucren, cuando se entera de que Minoru es cuidado por una Onee-san, siempre trata de sacar provecho de la ingeniudad de ella para ponerla en situaciones eróticas que él y Minoru puedan disfrutar, aunque a veces este último se niega a ello. Es muy directo al hablar, y a veces descortés y algo grosero, en especial con Kurosawa-san.
- Kurosawa-san (黒澤さん)

Una chica que está en la misma clase de Minoru, y está enamorada de él. Siempre busca oportunidad para acercarse a él, e incluso hace cosas extrañas que resultan incómodas cuando Minoru la atrapa en el acto, como oler su ropa. Ella (solo ella) tiene una especie de rivalidad con Onee-san, sin embargo, hasta cierto punto, Kurosawa-san piensa que ella es la hermana mayor de Minoru. Suele cocinarle almuerzos a Minoru, aunque ella sea pésima en la cocina y este termine con ganas de vomitar.
- Sae Amatatsu (天達 冴恵, Amatatsu Sae)

Una niña de primaria que vive en el apartamento de al lado donde Minoru y Onee-san viven. Para ser una niña de primaria, piensa totalmente como una adulta, incluso hablando de cosas profundas y temas sexuales sin dudarlo dos veces cuando está hablando con Minoru sobre Onee-san, cosa que aterra a Minoru, aun así, ella sigue actuando y en parte, pensando como una niña, además de que le tiene temor a las cosas que involucren temáticas de Horror. Sus padres son policías (y que de hecho, son más extraños que ella), por lo que siempre está diciéndole a Minoru que no haga cosas indebidas con Onee-san, ya que todavía el es un estudiante de menor de edad.

## Contenido de la Obra

### Manga
El Manga es escrito e ilustrado por Hideki (Autor también de 1-nen A-gumi no Monster) y publicado en la revista Shōnen Magazine de Kodansha desde el 11 de abril de 2018 hasta el 8 de marzo de 2022, Actualmente se han recopilado y publicado 8 volúmenes tankōbon.

### Lista de Volúmenes
| N.º | Fecha de lanzamiento    | ISBN original          |
| --- | ----------------------- | ---------------------- |
| 1   | 17 de agosto de 2018    | ISBN 978-4-06-512197-9 |
| 2   | 16 de noviembre de 2018 | ISBN 978-4-06-513397-2 |
| 3   | 15 de marzo de 2019     | ISBN 978-4-06-514441-1 |
| 4   | 17 de julio de 2019     | ISBN 978-4-06-515689-6 |
| 5   | 15 de noviembre de 2019 | ISBN 978-4-06-517352-7 |
| 6   | 17 de marzo de 2020     | ISBN 978-4-06-518520-9 |
| 7   | 17 de julio de 2020     | ISBN 978-4-06-520107-7 |
| 8   | 17 de noviembre de 2020 | ISBN 978-4-06-521252-3 |